# Chrotogonus turanicus
Chrotogonus turanicus är en insektsart som beskrevs av Kuthy 1905. Chrotogonus turanicus ingår i släktet Chrotogonus och familjen Pyrgomorphidae. Inga underarter finns listade i Catalogue of Life.